# Brauerei Stadtbühl
Die Brauerei Stadtbühl wurde 1858 gegründet und befindet sich am Stadtbühl, einem Hügel in Gossau im Kanton St. Gallen.

## Geschichte
Joseph Alois Krucker aus Niederhelfenschwil gründete die Bierbrauerei 1858. In den ersten Jahrzehnten wurde vorwiegend dunkles Bier gebraut. 1880 erfolgte der Bau des Backsteingebäudes, welches im Jahre 1900 erweitert wurde. Die Eismaschine von 1911 ist immer noch vollständig vorhanden und könnte auch heute noch in Betrieb genommen werden. Die Brauerei wird in fünfter und sechster Generation von der Gründerfamilie geführt. 2013 wurde die Einzelfirma in eine Aktiengesellschaft überführt.

## Sortiment

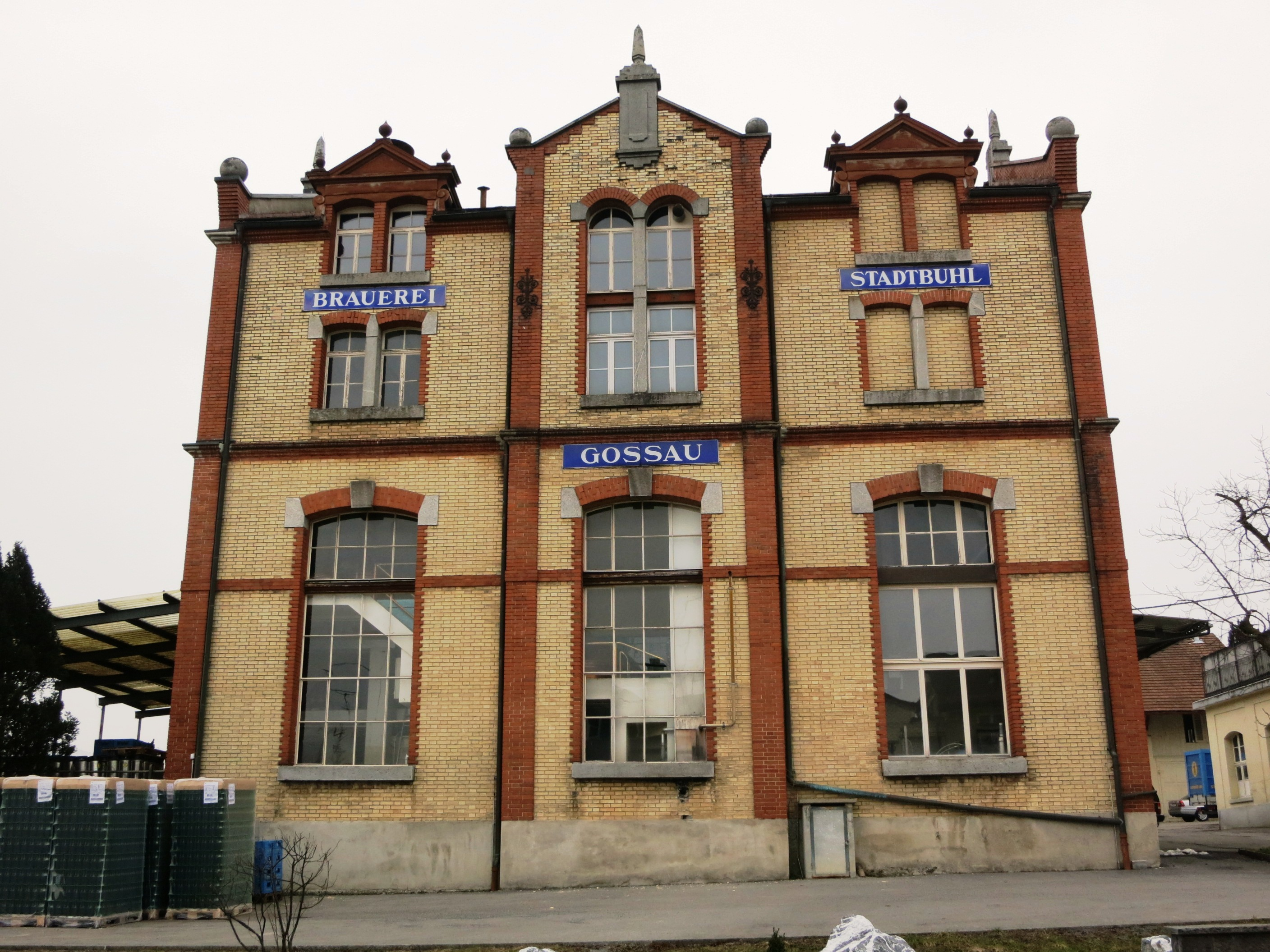
Brauereigebäude

- Lager hell, 4,8 Vol.-%
- Lager dunkel, 4,8 %
- Bock-Bier, 7 Vol.-%
- Fürstenbräu, 5,4 Vol.-%
- Naturtrüb, hell, 4,8 Vol.-%
- Spezli, hell, 5 Vol.-%
- Zwickelbier, hell, 5 Vol.-%
- Minimal, 2,5 % vol.
- Festbier, 5 Vol.-%
- Hirsegold, 4 Vol.-%